# Amara Lakhous
(Amara Lakhous)
Amara Lakhous (Algeri, 1970) è uno scrittore, antropologo e giornalista algerino con cittadinanza italiana. Ha vissuto e lavorato a Roma dal 1995 al 2015. Ora vive a New York dove continua il suo lavoro di scrittore e sceneggiatore.

## Biografia
Si è laureato in filosofia all'Università di Algeri e in antropologia culturale all'Università La Sapienza di Roma. Ha lavorato sulla prima generazione dei musulmani arabi immigrati in Italia.
Nel 1994 ha lavorato come giornalista della radio nazionale algerina.
Dal 1995 lavora in Italia nel campo dell'immigrazione, svolgendo attività di mediatore culturale, interprete e traduttore.
Ha lavorato dal 2003 al 2006 come giornalista professionista all'agenzia di stampa Adnkronos International a Roma.
Nel 2006 ha vinto il premio Flaiano e il premio Racalmare–Leonardo Sciascia.
Il romanzo Scontro di civiltà per un ascensore a Piazza Vittorio ha ricevuto il Premio letterario Racalmare Leonardo Sciascia nel 2006. Dal libro è stato tratto l'omonimo film per la regia di Isotta Toso.

## Opere
- Le cimici e il pirata, traduzione di Francesco Leggio, collana Narrativa. Proposte, Roma, Arlem, 1999, ISBN 978-88-86690-23-2.
- Come farti allattare dalla lupa senza che ti morda, Algeri, Al-ikhtilaf, 2003.
- Scontro di civiltà per un ascensore a Piazza Vittorio, collana Assolo, Roma, Edizioni e/o, 2006, ISBN 978-88-7641-716-0.
- Divorzio all'islamica a viale Marconi, collana Dal Mondo, Roma, Edizioni e/o, 2010, ISBN 978-88-7641-929-4.
- Un pirata piccolo piccolo, collana Dal Mondo, Roma, Edizioni e/o, 2011, ISBN 978-88-6632-012-8.
- Contesa per un maialino italianissimo a San Salvario, collana Dal Mondo, Roma, Edizioni e/o, 2013, ISBN 978-88-6632-338-9.
- La zingarata della verginella di Via Ormea, collana Dal Mondo, Roma, Edizioni e/o, 2014, ISBN 978-88-6632-521-5.